# SC Villa
SC Villa este un club de fotbal din Uganda cu sediul în Kampala. Echipa evoluează în prima ligă, primul eșalon fotbalistic din Uganda.

## Istoria clubului
Fondat în 1975, mult mai târziu față de echipele rivale, este cel mai de succes club din țară, cu 16 succese în campionat și 9 cupe în palmares. Este de asemenea, singura echipă din Uganda care a jucat în două finale continentale (una în Cupa Campionilor în 1991, cealaltă în anul următor în Cupa CAF). 
Astăzi nu există un singur trofeu local sau regional pe care să nu fie înscris numele SC Villa. Clubul se antrenează la Villa Park din Nsambya, Kampala. SC Villa a fost primul club din Uganda care a obținut o dublă locală în 1986. Acest record a fost extins la șase „duble” în 2002.